# 貝爾維爾鎮區 (堪薩斯州學托擴縣)
貝爾維爾鎮區（英語：Belleville Township）為美國堪薩斯州學托擴縣轄下的鎮區。2010年美国人口普查中該鎮區人口有569人。

## 地理
貝爾維爾鎮區涵蓋面積154.37平方（59.60平方英里），境內設有兩座城市：學托擴和珀魯。

### 墓園
根據美國地質調查局的資料，此鎮區擁有7座墓園：
- 布斯墓園（Booth Cemetery）
- 芬德利墓園（Findley Cemetery）
- 馬歇爾墓園（Marshall Cemetery）
- McClarney墓園
- 奧克格羅夫墓園（Oak Grove Cemetery）
- 奧克希爾墓園（Oak Hill Cemetery）
- 珀魯墓園（Peru Cemetery）

### 溪流
通過此鎮區的溪流有：
- 哈珀溪（Harper Creek）
- 奧特溪（Otter Creek）
- 波森特羅特溪（Possum Trot Creek）

### 機場
- 沃爾特起落跑道（Walter Landing Strip）

## 人口統計
根據2010年美國人口普查，貝爾維爾鎮區人口有569人，住房356戶，人口密度為3.69人/每平方公里。此鎮區居民之種族有88.05%為白人；0.53%為非裔美國人；5.8%為美洲原住民；0.18%為亞裔美國人；0%為太平洋島民；0.53%為其他種族；另外有4.92%為混血種族。而西班牙裔或拉丁裔美洲人佔此鎮區人口的1.93%。

## 外部連結
- City-Data.com （页面存档备份，存于）